# Abu Dhabi Media
Abu Dhabi Media (Arabisch: أبوظبي للإعلام) is een mediabedrijf in de Verenigde Arabische Emiraten. Het hoofdkantoor van het bedrijf staat in Abu Dhabi. Abu Dhabi Media is eigenaar van:
- Abu Dhabi TV
- Abu Dhabi Sports Channel
- Emirates Television Channel
- Abu Dhabi Radio
- Emarat FM Radio
- VEVO
- Holy Quran Radio
- Sawt Al Musiqa Radio
- Al-Ittiahad krant
- Zahrat Al Kaleej magazine
- Super magazine
- Majid magazine
- The National krant
- Image Nation
- United Printing Press

## Geschiedenis
Abu Dhabi Media is opgericht in juni 2007. Het naamloze vennootschap is eigendom van de overheid van de Verenigde Arabische Emiraten. Het oprichten kostte 27,3 miljoen euro.